# ムーラン (1998年の映画)
『ムーラン』（Mulan）は、1998年6月19日にアメリカ合衆国より公開されたディズニーの長編アニメーション映画作品である。古代中国を舞台にした物語で、中国の伝説『花木蘭』をモデルとしており、ストーリーは一部異なるものの豫劇「花木蘭」に基づいている。主題歌の『Reflection』はクリスティーナ・アギレラが歌唱、サブキャラの声優としてエディ・マーフィが出演した。2004年12月には続編のビデオ作品『ムーラン2』も発売されている。アメリカ本国では、ディズニー長編アニメーションとしては最後のレーザーディスク版発売作品となった。
ミュージカル場面の軽快さや圧巻のヴィジュアルセンス等、ディズニー・ルネサンスと呼ばれるに相応しい評価を得ている。アニー賞作品賞受賞。
LUNA SEAが歌う「Breathe」が、日本語版のイメージソングとなっている。
本作の実写映画も製作され、当初は2018年11月2日に全米で公開予定だったが、製作の遅れから2020年公開予定となり、更には新型コロナウイルスの影響を受けて、劇場上映ではなくWeb配信という形で2020年9月4日に公開された。

## ストーリー
昔々のある日、中原侵略を目論む北方騎馬民族、フン族が侵攻してきたため、国中に各家男子一人の徴兵令が下った。これによりファ（花）家も男子一人を軍に入隊させなければならないが、ファ家の男性は高齢で足の悪い父のファ・ズーしかいなかった。親想いの一人娘・ムーランはそんな父に代わり、大事な髪を切り落として男装し従軍する。訓練で失敗も多く、仲間たちの意地悪もあったが、努力によって力をつけ、周囲の仲間たちもムーランに一目置くようになる。行軍を続ける中、ムーランは司令官シャン隊長に淡い憧れを抱くようになる。
しかし、シャン隊長の父リー将軍が率いていた別働隊がフン族によって全滅したことで、事態は風雲急を告げる。フン族に雪山で襲撃された軍は、ムーランの奇策によって勝利を収めるが、交戦中に負傷したムーランは気を失い、手当てを受ける間に女であることが発覚してしまう。軍規違反だとして処刑を迫る文官に対し、シャン隊長は彼女に「追放」を言い渡し、命を救う。
傷心のムーランは故郷へ帰ることを余儀なくされるが、その途中、シャン・ユー率いるフン族の残党が都に向かったことを知り、馬を走らせ皇都へ急ぐ。その頃、都と王宮は勝利の祝宴に酔っていたが、そこへ潜伏していたフン族が急襲、皇帝を捕らえて王宮を制圧してしまう。この緊急事態に、ムーランはシャン隊長や戦友たちとともに、皇帝奪還作戦を行う。作戦は見事に成功し、フン族の首領との凄絶な一騎討ちも、ムーランが制した。真相を知った皇帝は、女性でありながら勇敢に戦ったムーランを公正に褒め称え、累代の秘宝を下賜する。
こうして、大功を挙げたムーランは帰郷、父に誇りと愛情をもって迎え入れられる。そしてシャン隊長も彼女に想いを寄せ、木蘭の花咲く庭に訪ねてくる。

## 登場人物
ファ・ムーラン（花木蘭）
本作のヒロイン。ファ家の一人娘。着飾るよりも草原を駆け抜ける方が好きな男勝り。明るく正義感に溢れ、両親想いの優しい性格。
ディズニープリンセスの一人に加えられているが、王家の生まれではなく、王家に嫁いでもいない。

ムーシュー（木鬚）
赤竜。ファ家の守り神だったが、失敗してファ家の一人を死なせてしまい、ファ家の先祖の霊などを起こす銅鑼叩きに降格する。ムーランを英雄にすることで再び守り神になろうと企む。ムーランと旅を共にし、いつも傍で支えては、茶目っ気いっぱいである。火を吐ける。クリキーの言葉がわかるようである。
クリキー（蟋蟀）
ムーランの祖母が「お守り」と持たせてくれた幸運のコオロギ。ムーランと仲人を仲違いさせた張本人。幸運のコオロギとしてムーシューについていくが、実はただのコオロギ。しかし最終的には、ムーランに次々と幸運をもたらす。ムーシューとは名コンビ。
ファ・ズー（花弧）
ファ家の家長でムーランの父。家のしきたりを重んじる厳格な人物だか、彼女の個性を尊重し大切に思っている。先の戦争で足を負傷し、杖を突いている。
ファ・リー（花李氏）
ムーランの母。おてんばな娘を心配している。
リー・シャン（李翔）
ムーランが配属された隊の隊長。正義感が強く、自信過剰な面もあるがリーダーシップのある頼れる男。寄せ集めの兵を一人前の兵士に鍛え上げ、シャン・ユーに挑む。ムーランの正体を知り、軍紀違反で処刑されそうになった彼女を隊から追放する形で救う。シャン・ユーとの戦いを通じてムーランへの信頼を取り戻し、やがて女性としての彼女にも惹かれていく。続編『ムーランII』ではムーランと結婚する。ムーランと共に、女児に人気である。
シャン・ユー（単于）
フン族の頭目。本作のディズニー・ヴィランズ。外見はプリスクスの所伝を参考にされた。万里の長城を越え、中原侵略を企む。残忍な性格で、必要のない者や気に入らない者は迷わず始末する。雪山でムーランの見事な作戦で痛手を受け、剣を奪われ馬を失うが、本人は無傷という強靭な体の持ち主。フン族の生き残り5人と共に宮殿を制圧し、剣を奪い返すも、ムーランたちに阻止され再び剣を奪われる。黒いハヤブサを飼っていて、物の運搬や偵察をさせるが、ムーシューに焼かれ乗っ取られる。
ヤオ（堯）
フン族討伐隊員。ムーランの策で女装もする。小柄でヒゲ面の男。力持ちで「岩のように強い」と言いふらしている。
チェン・ポー（金宝）
フン族討伐隊員。ムーランの策で女装もする。巨漢でハゲの男。食べることが大好き。温厚で、人間も馬も軽々持ち上げられる。
リン（林）
フン族討伐隊員。ムーランの策で女装もする。細身の男。おしゃべりが好き。
皇帝
中国の皇帝。フン族の人質になるが、ムーランたちに助けられる。国を守ったムーランに勲章とシャン・ユーの剣を与える。
チ・フー（賜福）
皇帝の側近。自己中心的で厳格な男だが、兵士にバカにされている。最後はムーランに代わりクビにされる（ただしその後、ムーランは実家へ帰った）。

## キャスト
| 役名           | 原語版声優                                    | 日本語吹き替え                | 中国語吹き替え       | 中国語吹き替え     | 中国語吹き替え     |
| 役名           | 原語版声優                                    | 日本語吹き替え                | 標準語 (中国)        | 広東語             | 国語 (台湾)        |
| -------------- | --------------------------------------------- | ----------------------------- | -------------------- | ------------------ | ------------------ |
| ムーラン       | ミン・ナ （歌：レア・サロンガ）               | すずきまゆみ （歌：伊東恵里） | 許晴 （歌:叶蓓）     | 陳慧琳             | ココ・リー         |
| シャン         | B・D・ウォン （歌：ダニー・オズモンド）       | 園岡新太郎                    | ジャッキー・チェン   | ジャッキー・チェン | ジャッキー・チェン |
| ムーシュー     | エディ・マーフィ                              | 山寺宏一                      | 陈佩斯               | 葛民輝             | 呉宗憲             |
| ヤオ           | ハーヴェイ・ファイアスタイン                  | 小田豊                        | 张潮                 | 梁灼彬             | 楊少文             |
| リン           | ゲディ・ワタナベ                              | 中尾隆聖                      | 郭政建 （歌:張涵予） | 羅君左             | 李勇               |
| チェン・ポー   | ジェリー・S・トンド                           | 塩屋浩三                      | 邵峰                 | 施介強             | 張立威             |
| シャン・ユー   | ミゲル・フェラー                              | 藤岡弘、                      | 李建义               | 周志輝             | 胡大衛             |
| ファ・ズー     | スーン＝テック・オー                          | 大塚周夫                      | 勞力                 | 朱克               | 胡立成             |
| ファ家の祖母   | ジューン・フォーレイ （歌：マーニ・ニクソン） | 京田尚子                      | 馮憲珍               | 黎宣               | 崔幗夫             |
| 仲人さん       | ミリアム・マーゴリーズ                        | 片岡富枝                      |                      | 魯芬               | 姜瑰瑾             |
| 初代のご先祖様 | ジョージ・タケイ                              | 大平透                        |                      |                    | 雷威遠             |
| チ・フー       | ジェームズ・ホン                              | 安原義人                      | 田二喜               | 龍天生             | 孫中台             |
| 皇帝           | パット・モリタ                                | 小林修                        | 周志強               | 關海山             | 佟紹宗             |
| ファ・リー     | フリーダ・フォー・シェン                      | 一城みゆ希                    |                      | 謝月美             |                    |
| リー将軍       | ジェームズ・シゲタ                            | 玄田哲章                      | 李立宏               | 盧家煒             | 康殿宏             |
| 隊員           | ジョー・ランフト                              |                               |                      |                    |                    |
| クリキー       | フランク・ウェルカー                          | 原語版流用                    | 原語版流用           | 原語版流用         | 原語版流用         |
| カーン         | フランク・ウェルカー                          | 原語版流用                    | 原語版流用           | 原語版流用         | 原語版流用         |
| チビちゃん     | フランク・ウェルカー                          | 原語版流用                    | 原語版流用           | 原語版流用         | 原語版流用         |
| ハヤブサ       | フランク・ウェルカー                          | 原語版流用                    | 原語版流用           | 原語版流用         | 原語版流用         |

- その他の日本語吹き替え：磯辺万沙子／竹口安芸子／小山武宏／定岡小百合／宝亀克寿／大友龍三郎／中博史／中多和宏／長島雄一／古澤徹／後藤敦／小池浩司／保科耕一

## 挿入歌
- 「家に名誉を」（歌：一城みゆ希、京田尚子、伊東恵里）
- 「リフレクション」（歌：伊東恵里）
- 「闘志を燃やせ！」（歌：園岡新太郎、中尾隆聖、小田豊、塩屋浩三、山寺宏一、伊東恵里）
- 「愛しき女（ひと）よ」（歌：中尾隆聖、小田豊、塩屋浩三、すずきまゆみ、安原義人 - コーラス：ミュージック・クリエイション）

## スタッフ
- 監督：トニー・バンクロフト、バリー・クック
- 製作：パム・コーツ
- 脚本：リタ・シャオ、クリストファー・サンダース、フィリップ・ラゼブニック、レイモンド・シンガー、ユージニア・ボストウィック・シンガ－
- 音楽：マシュー・ワイルダー
- 図：リック・ロー

## 日本語版制作スタッフ
- 演出：向山宏志
- 音楽演出：深澤茂行
- 吹替翻訳・訳詞：松澤薫
- 録音：伊藤恭介（スタジオ・エコー）
- 調整：井上秀司（東京テレビセンター）
- 制作協力：菊地浩司、片桐和子、東京テレビセンター
- 録音制作：スタジオ・エコー
- 制作監修：岡本企美子
- 日本語版制作：DISNEY CHARACTER VOICES INTERNATIONAL, INC.

## 備考
- 本作の公開後、映画の原作である木蘭の悪役が、トルコ人の先祖の一つだと考えられている突厥であったため、トルコ政府は本作を「我々の先祖を悪役に仕立て挙げる不当なものである」と非難した[要出典]。
- ムーシュー役を演じたマーフィーは、映画『ホーリーマン』の撮影とうまくスケジュールを調整しながらアフレコを行った[6]。
- 日本語吹替版ではムーランの台詞と歌をアリエル、ベルを(当時)専属で担当していたすずき、伊東らが担当している。伊東によると、過去作のディズニープリンセスを担当した経験のある声優が新規作品(旧作の新録を除く)でディズニープリンセスを担当するというのは認められていないとしながらも、伊東に関しては旧知のスタッフの要請を受けての登板だったとしている[7]。
- 本作の公開前、ディズニーは、ダライ・ラマに同情的とされるマーティン・スコセッシ監督の「クンドゥン」の配給元となった。このため、本作は中国での公開を8か月間妨害され、中国での興行は結果的に失敗となった[8]。